# محمد حسن (مؤرخ)
محمّد حــسن ولد بـالبحيرة العالية من ولاية المهدية في 27 فيفري 1953، مؤرخ وأستاذ جامعي تونسي متخصص في التاريخ الوسيط.

## تكوينه
حصل محمد حسن عام 1974 على الأستاذيّة في التاريخ، ثم على شهادة الكفاءة في البحث في التّاريخ الإسلامي، في عام 1975 وذلك بتحقيق ودراسة باب المزارعة والمغارسة والمساقاة، تحت إشراف الأستاذ محمد الطالبي. وفي عام 1979 ناقش أطروحة دكتوراه المرحلة الثّالثة بـتحقيق ودراسة كتاب سير الشمّأخي، وكان ذلك تحت إشراف الأستاذ محمّد الطّالبي. وفي عام 1995 ناقش أطروحة دكتوراه الدولة حول: المدينة والبادية بإفريقيّة في العهد الحفصي.

## مساره ونشاطه العلمي
التحق محمد حسن للتدريس في التعليم الثّانويّ عام 1978، وفي عام 1980 انتدب كمساعد في التّاريخ بكلية الآداب والعلوم الإنسانيّة بتونس، ثم ارتقى إلى رتبة أستاذ مساعد، فأستاذ محاضر في عام 1995، وأستاذ تعليم عال عام 2000. وهو حاليا ملحق بدار المعلمين العليا. وقد تولى رئاسة قسم التاريخ بكلية العلوم الإنسانية والاجتماعية بتونس فيما بين عامي 2002 و2005، وأشرف على تأطير عدد هام من طلبة الماجستير والدكتوراه وشارك في لجان مناقشة أطروحات بتونس وخارجها.
وبالتوازي مع نشاطه التعليمي، شارك محمد حسن في العديد من الندوات والمؤتمرات العلمية التي انتظمت بتونس وخارجها بكل من فرنسا وإيطاليا وإسبانيا والبرتغال والمغرب والجزائر وليبيا.

## منشوراته
في إطار تخصصه في التّاريخ الاقتصادي والاجتماعي والثقافي والآثار ببلاد المغرب والأندلس في العصر الإسلامي، صدرت لمحمد حسن العديد من البحوث بتونس وروما وجامعات بالرمو واليرموك بالأردن ووهران والرباط. كما صدرت له مؤلفات بالعربيّة والفرنسيّة أهمّها :
- القبائل والأرياف المغربيّة في العصر الوسيط، تونس 1986.
- المدينة والبادية بإفريقيّة في العصر الحفصي، جزءان، تونس، كليّة العلوم الإنسانيّة والاجتماعيّة، 1999.
- فصول في تاريخ المواقع والمسالك والمجالات الجغرافية التّاريخيّة لإفريقيّة في العصر الوسيط، ـ دار الكتاب الجديد، بيروت 2004.

ـ القيروان في عيون الرحّآلة، تونس، بيت الحكمة، 2009.
وبالإضافة إلى تحقيقه وثائق تاريخيّة نشرها في مجلاّت متخصصة، حقق كتبا، أهمّها :
- قانون المياه والتّهيئة المائيّة، لأبي العبّاس أحمد الفرسطائي، مركز النشر الجامعي، تونس 1999 (بالاشتراك)
- كتاب أسئلة الموّاق وأجوبة الرصّاع، دار المدار الإسلامي، بيروت 2007.
- كتاب السّير للشمّأخي، 3 أجزاء، بيروت، دار المدار الإسلامي، 2009.[1]

## إشارات مرجعية
1. ↑  http://www.alkitab.com/10697.html كتاب سير الشماخي من تحقيق محمد حسن نسخة محفوظة 2016-04-05 على موقع واي باك مشين.